# USS Jacksonville (SSN-699)
Le USS Jacksonville (SSN-699) est un sous-marin nucléaire d'attaque américain de classe Los Angeles nommé d'après Jacksonville en Floride. Construit au chantier naval Electric Boat de Groton, il a été commissionné le 16 mai 1981 et est toujours actuellement en service dans l’United States Navy.

## Histoire du service
Déploiements dans l'Océan Atlantique (1983, 1986, 1993, 1994) et mer Méditerranée (1987, 1993)
Le 20 décembre 2004, un incendie éclate à bord du Jacksonville, alors qu'il faisait l'objet d'un ravitaillement au chantier naval de Portsmouth. Le feu a été immédiatement éteint et le réacteur n'a pas été mis en danger, mais un pompier de chantier et un marin ont dû être hospitalisés sur les lieux pour inhalation de fumée[réf. souhaitée].